# Hodonín (Blanskói járás)
Hodonín település Csehországban, a Blanskói járásban. Hodonín Prosetín, Černovice, Tasovice és Louka településekkel határos. Lakosainak száma 203 fő (2024. január 1.).

## Népesség
A település lakosságának változását az alábbi diagram mutatja:
| Lakosok száma | 345  | 318  | 272  | 206  | 195  | 156  | 116  | 119  | 111  | 203  |
|               | 1869 | 1890 | 1921 | 1950 | 1980 | 2001 | 2017 | 2019 | 2022 | 2024 |